# Comuna de Górowo Iławeckie
Górowo Iławeckie (polaco: Gmina Górowo Iławeckie) é uma gminy (comuna) na Polónia, na voivodia de Vármia-Masúria e no condado de Bartoszycki. A sede do condado é a cidade de Górowo Iławeckie.
De acordo com os censos de 2004, a comuna tem 7500 habitantes, com uma densidade 17,7 hab/km².

## Área
Estende-se por uma área de 416,27 km², incluindo:
- área agricola: 61%
- área florestal: 28%

## Demografia
Dados de 30 de Junho 2004:
|                      | Total   | Total | Mulheres | Mulheres | Homens  | Homens |
| -------------------- | ------- | ----- | -------- | -------- | ------- | ------ |
|                      | pessoas | %     | pessoas  | %        | pessoas | %      |
| População            | 7980    | 100   | 3703     | 50,2     | 3672    | 49,8   |
| Densidade (pop./km²) | 19,7    | 100   | 8,9      | 8,9      | 8,8     | 8,8    |

De acordo com dados de 2002, o rendimento médio per capita ascendia a 1335,81 zł.

## Subdivisões
- Augamy, Bądze, Bukowiec, Czyprki, Dęby, Dobrzynka, Dwórzno, Dzikowo Iławeckie, Gałajny, Glądy, Grotowo, Janikowo, Kamińsk, Kandyty, Kiwajny, Krasnołąka, Kumkiejmy, Lipniki, Pareżki, Paustry, Piasek, Piasty Wielkie, Pieszkowo, Sągnity, Skarbiec, Sołtysowizna, Stega Mała, Toprzyny, Wągniki, Wiewiórki, Wojmiany, Wokiele, Woryny, Zielenica, Zięby, Żywkowo.

## Comunas vizinhas
- Bartoszyce, Górowo Iławeckie, Lelkowo, Lidzbark Warmiński, Comuna de Pieniężno.